# Saint-Léger-sur-Vouzance
 Saint-Léger-sur-Vouzance  là một xã ở tỉnh Allier thuộc miền trung nước Pháp.